# Adolphe Ier de Schaumbourg-Lippe
Pour les articles homonymes, voir Adolphe Ier.
Adolphe Ier (1er août 1817 – 8 mai 1893) est souverain de la petite principauté de Schaumbourg-Lippe, de 1860 à sa mort.

## Biographie
Né à Bückeburg, Adolphe est le fils aîné du prince Georges-Guillaume de Schaumbourg-Lippe et de son épouse Ida de Waldeck-Pyrmont. Il devient prince à la mort de son père, le 21 novembre 1860. En 1869, il devient chef du 7e bataillon de chasseurs à pied (de).
La principauté devient membre de la Confédération de l'Allemagne du Nord en 1866, puis de l'Empire allemand en 1871.

## Mariage et descendance
Adolphe épouse le 25 octobre 1844 à Arolsen la princesse Hermine de Waldeck-Pyrmont (1827-1910), fille du prince Georges II de Waldeck-Pyrmont et de la princesse Emma d'Anhalt-Bernbourg-Schaumbourg-Hoym. Ils ont huit enfants :
- Hermine (1845-1930), épouse Maximilien de Wurtemberg (de), fils du duc Paul-Guillaume de Wurtemberg et de Marie-Sophie de Tour et Taxis ;
- Georges (1846-1911), prince souverain de Schaumbourg-Lippe, épouse la princesse Marie-Anne de Saxe-Altenbourg ;
- Hermann (1848-1928) ;
- Emma (1850-1855) ;
- Ida (1852-1891), épouse le prince Henri XXII de Reuss-Greiz ;
- Othon-Henri (de) (1854-1935) ;
- Adolphe (1859-1917) épouse Victoria de Prusse ;
- Emma (1865-1868).